# Оче
Оче (груз. ოჩე) — село в Грузії.
За даними перепису населення 2014 року в селі проживає 283 особи.